# Ctenoptilum multiguttata
Ctenoptilum multiguttata is een vlinder uit de familie van de dikkopjes (Hesperiidae). De wetenschappelijke naam van de soort werd voor het eerst geldig gepubliceerd in 1890 door Charles Lionel Augustus de Nicéville.